# Waltz for Debby (album 1964)
Waltz for Debby è un album in studio collaborativo del musicista statunitense Bill Evans e della cantante svedese Monica Zetterlund, pubblicato nel 1964.

## Tracce
1. Come Rain or Come Shine (Harold Arlen, Johnny Mercer) – 4:41
2. A Beautiful Rose (Jag vet en dejlig rosa) – 2:53
3. Once Upon a Summertime (Eddie Barclay, Michel Legrand, Johnny Mercer) – 3:03
4. So Long Big Time (Harold Arlen, Dory Previn) – 3:49
5. Waltz for Debby (Monicas Vals) (Bill Evans, Beppe Wolgers) – 2:47
6. Lucky to Be Me (Leonard Bernstein) – 3:36
7. Sorrow Wind (Vindarna Sucka) – 3:03
8. It Could Happen to You (Johnny Burke, Jimmy Van Heusen) – 3:00
9. Some Other Time (Leonard Bernstein, Betty Comden, Adolph Green) – 5:35
10. In the Night (Om Natten) (Olle Adolphson) – 1:40

## Formazione
- Bill Evans – piano
- Monica Zetterlund – voce
- Larry Bunker – batteria
- Chuck Israels – basso